# Kouba (řeka)
Kouba (německy Chamb) je 51 kilometrů dlouhá řeka v Plzeňském kraji a v Bavorsku. Jedná se o délkou i průtokem největší přítok Řezné, do které se vlévá zprava v Německu u Chamu. Rekordní průtoky byly naměřeny 23. února 1970 (131 m³/s) a 9. června 1960 (0,36 m³/s).
Na řece se v okolí Hyršova vyskytují bobři, kteří si zde staví hráze.
Jméno je podle Johanna Brunnera keltského původu ze slova kemb, cambo s významem křivý, vinoucí, zakroucený. Od německé varianty Chamb je na německé části toku odvozena řada místních jmen: Cham, Chammünster, Chameregg, Chamerau a Eschlkam.

## Průběh toku
Kouba pramení v Čechách jižně od vsi Vítovky v Kdyni v okrese Domažlice. Nejprve teče přes Hyršov a mezi Pomezím a Pláněmi šest kilometrů na jihozápad směrem k česko-německé hranici, pak teče čtyři kilometry na severozápad podél hranice a pak u Všerub hranici opouští ve výšce 420 metrů nad mořem směrem do německého vnitrozemí. Na úseku mezi hraničními znaky 3–4 tvoří v délce 2,78 km státní hranici mezi Českem a Německem.
V Německu teče Kouba nejprve na jihozápad do Eschlkamu, pak se stáčí na severozápad a teče do Brodu nad Lesy. Odtud teče na jih do Arnschwangu, pak z jihovýchodu mine Weiding a před Chamem se vlévá do Řezné.